# Negreia
Negreia – wieś w Rumunii, w okręgu Marmarosz, w gminie Șișești. W 2011 roku liczyła 451 mieszkańców.